# 粉座菌科
粉座菌科（学名：Graphiolaceae）为担子菌门外担菌目的一个科。该科的物种主要分佈於暖温带和热带地区。粉座菌科的物種是植物病原体，會在棕榈科植物的叶子上生长。

## 下级分类
本科包括以下属：
- 粉座菌属 Graphiola
- Stylina